# WTA Singapore Open
El Torneig de Singapur, conegut oficialment com a Singapore Tennis Open, és un torneig de tennis professional que es disputa anualment sobre pista dura al Kallang Tennis Centre de Singapur. Pertany a les sèries 250 del circuit WTA femení.

## Palmarès

### Individual femení
| Any  | Campiona      | Finalista | Resultat |
| ---- | ------------- | --------- | -------- |
| 2025 | Elise Mertens | Ann Li    | 6−1, 6−4 |

### Dobles femenins
| Any  | Campiones                       | Finalistes              | Resultat |
| ---- | ------------------------------- | ----------------------- | -------- |
| 2025 | Desirae Krawczyk Giuliana Olmos | Wang Xinyu Zheng Saisai | 7−5, 6−0 |